# Josef Zeman (zapaśnik)
Josef Zeman (ur. 24 grudnia 1925 w Pradze, zm. w 2003) – czechosłowacki zapaśnik walczący w stylu klasycznym. Olimpijczyk z Helsinek 1952, gdzie odpadł w eliminacjach w kategorii 52 kg.
Siedmiokrotny mistrz kraju w stylu klasycznym, w latach 1948, 1951–1956 i pięciokrotny w stylu wolnym, w latach: 1948, 1949, 1952-54
- Turniej w Helsinkach 1952

Przegrał z Svendem Aagem Thomsenem z Danii i Maurice’em Mewisem z Belgii.